# 比列塔 (昆迪納馬卡省)

比列塔是哥倫比亞的城鎮，位於該國中部，由昆迪納馬卡省負責管轄，距離首都波哥大91公里，始建於1551年9月29日，面積140平方公里，海拔高度779米，2005年人口23,736。
5°0′29.91″N 74°28′25.61″W / 5.0083083°N 74.4737806°W